# Костобобров
Костобо́бров (укр. Костобобрів), Костобобр — одно из древнейших сёл в Семёновском районе Черниговской области, центр сельского совета. Сельскому совету подчинены сёла Осово и Сергеевское. Расположено в 5 км от границы с Российской Федерацией, над речкою Гаркавка. В Костобоброве родился Исаак Прохорович Мазепа, премьер-министр УНР. Костобобровскую среднюю школу окончил Президент Украины Леонид Данилович Кучма.

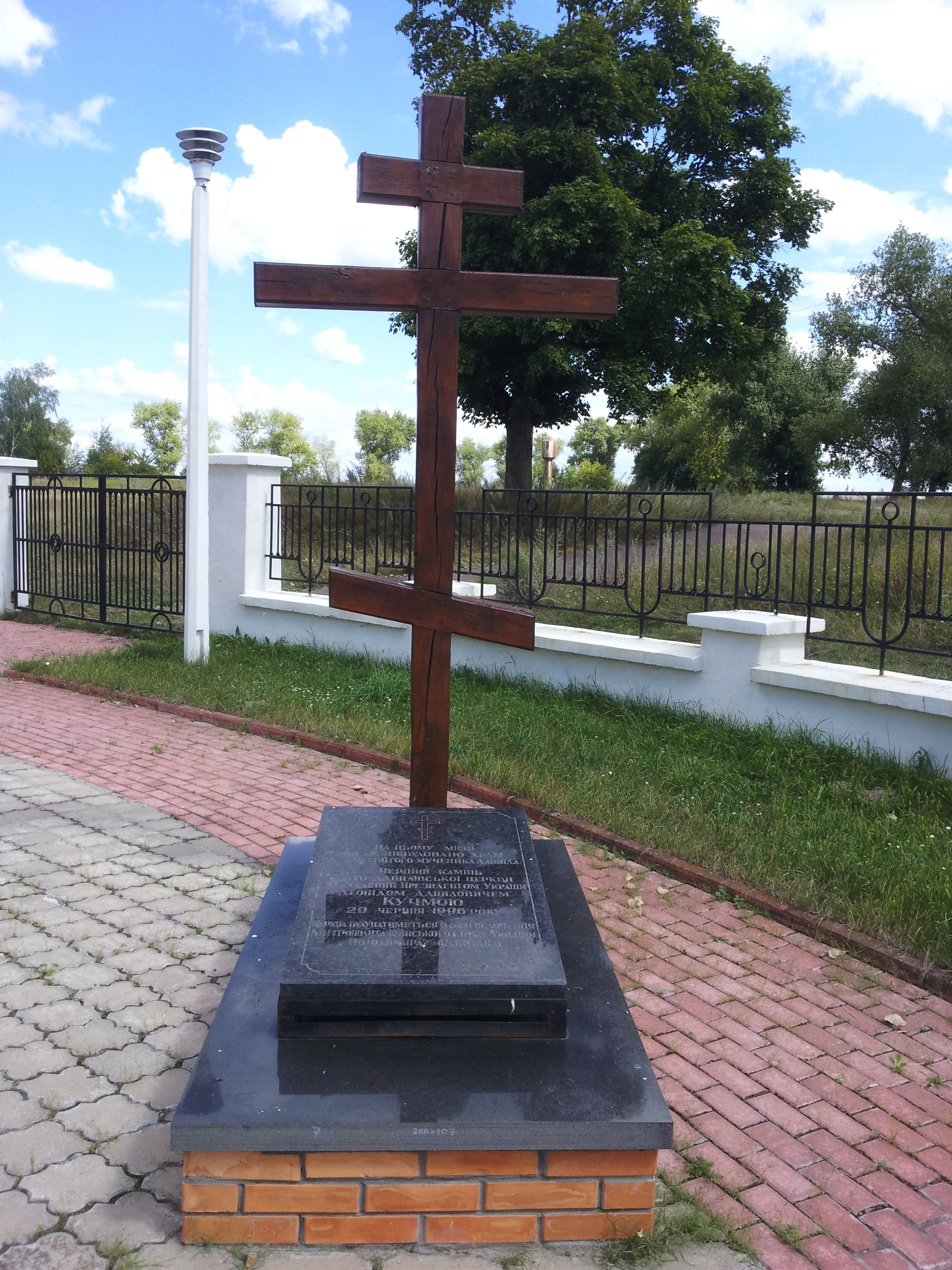
Памятный камень о строительстве церкви Президентом Украины Ленидом Кучмой

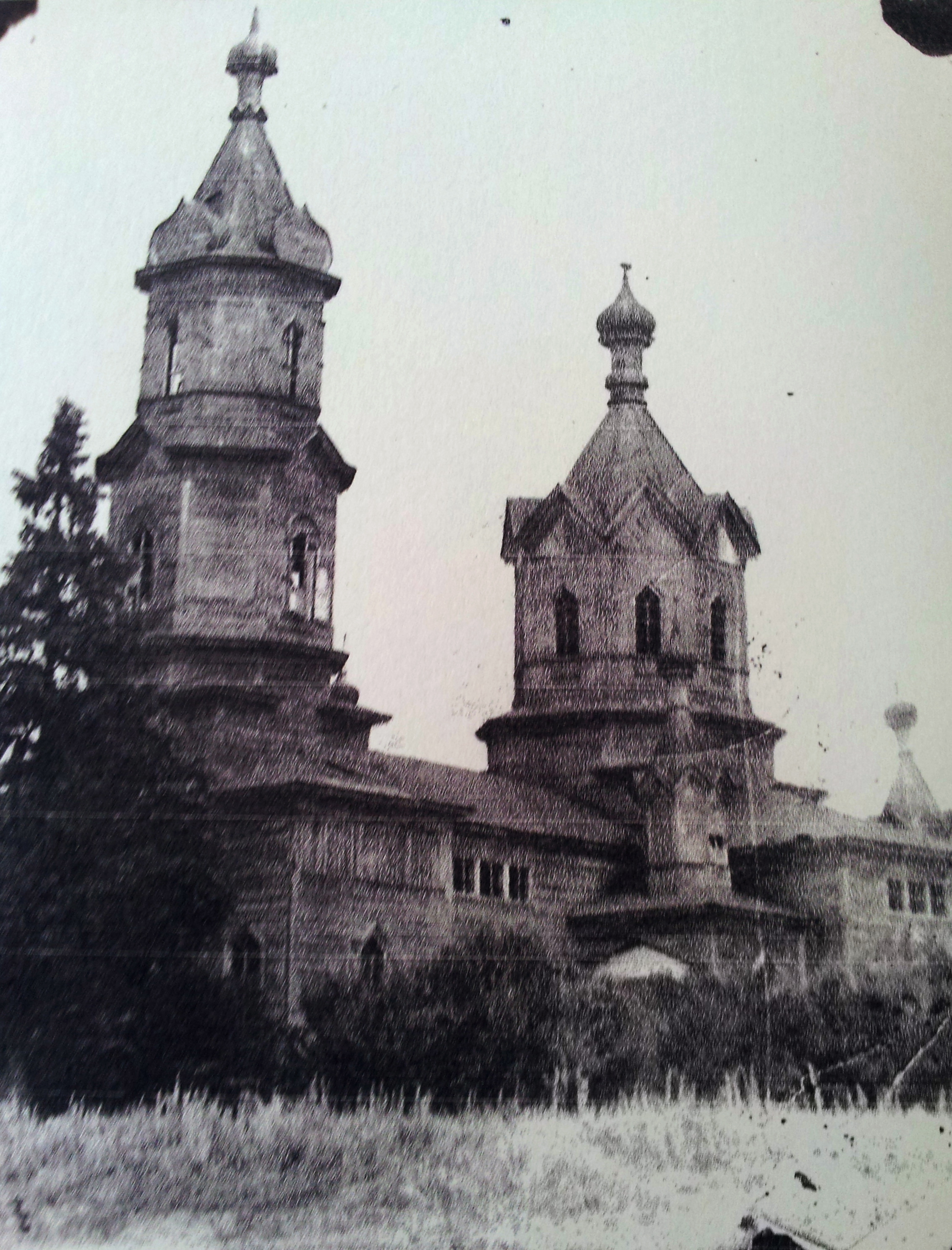
Деревянная Вознесенская церковь, сожжённая неизвестными вандалами во времена Советского Союза

## История
Предположительно, на территории села люди жили начиная с времён Киевской Руси. Это подтверждается раскопками курганного могильника с названием Каменная гора и городища, находящихся возле села.
По преданию, название села произошло от речки Коста, в которой водилось большое количество бобров. По другим сведениям ранее село называлось Костобор и происходило название от речки Косты и окружающего бора. В период существования Советского Союза село носило название Костобоброво.
Костобор в 37 вёрстах от Новгорода и в 150 вёрстах от Чернигова в соседстве с Воробьёвкою, на речке Косте давшей вместе с окружающим бором название поселению.
По сведениям сотрудников Семёновского краеведческого музея, село основано в XVII веке украинскими казаками Стародубского полка Гетманщины. Блакитный М. М. приводит более точные сведения о том, что основателем села был свояк гетмана Ивана Мазепы — Иван Быстрицкий, шептаковский староста в период с 1687 по 1708 годы, то есть во времена правления Ивана Мазепы. После избрания гетманом Ивана Скоропадского и эмиграции Ивана Мазепы, гетман Скоропадский присоединяет село к Шептаковской сотне Стародубского полка под гетманское управление.
В мае 1880 года крестьяне захватили пастбища князя Голицына и выгнали на них свой скот. Когда помещичьи слуги отобрали скот, жители села, вооружившись кольями, пытались отбить его. Были вызваны войска, которые простояли в селе целое лето. Многих крестьян подвергли телесным наказаниям.
Советская власть была установлена в декабре 1917 года. Первый колхоз «Красный хлебороб» был организован весной 1924 года. В 1930 году, во время коллективизации, в селе было раскулачено пять хозяйств и создано на этой базе 10 колхозов. В 1933 году в селе была организована МТС. В 1939 году 10 колхозов были объединены в один колхоз имени Сергея Кирова. В 1925 году Костобобровская волость вошла в состав Семёновского района.
В период нацистской оккупации село дважды горело. За связь с партизанами нацисты расстреляли 13-летнего Ф. Раскота, учителя И. Губского, колхозника С. Кожуха и 16 других жителей села. 950 жителей села сражались против гитлеровских войск на фронтах Великой Отечественной войны. За боевые заслуги 658 человек были награждены орденами и медалями. 232 жителя погибли во время боевых действий. Им воздвигнуты памятник на братской могиле и обелиск в честь воинов-односельчан, павших смертью храбрых в боях против гитлеровцев.

## Костобобров как волостной центр
В XIX — начале XX столетия село было волостным центром Новогород-Северского уезда Черниговской губернии. В Костобобровскую волость входили такие насёленные пункты: деревня Александровка (имела 33 двора, в которых проживало 109 мужчин и 141 женщина), село Архиповка (153 двора, в которых проживало 429 мужчин и 469 женщин), село Конура Воробьёвская (152 двора, в которых проживало 456 мужчин и 458 женщин), село Воробьёвка (316 дворов, в которых проживали 932 мужчины и 959 женщин), деревня Галагановка (84 двора, в которых проживало 292 мужчины и 275 женщин), деревня Гремячка (26 дворов, в которых проживало 87 мужчин и 89 женщин), село Железный Мост (167 дворов, в которых проживали 532 мужчины и 518 женщин), село Костобобров (394 двора, в которых проживало 1226 мужчин и 1254 женщины), деревня Леоновка (89 дворов, в которых проживало 245 мужчин и 244 женщины), Чайкины хутора (21 двор, в которых проживало 30 мужчин и 39 женщины).
По состоянию на 1889 год, в Костобобровской волости проживало 9233 жителя, из них 9021 — православного вероисповедания, 202 — иудеи, 10 — римо-католики. Волость состояла из 11 сельских обществ, относилась ко второму отделению полиции и была подчинена земскому начальнику 5-го участка.
В 1897—1901 годах около села был проложен железнодорожный путь Новозыбков-Пироговка. Тогда же была построена железнодорожная станция «Костобобр». Инициатором строительства данной ветки железной дороги был Косович А. Н. — капитан 2-го ранга в отставке, земский начальник, проживал в своём родовом имении поблизости села Галагановки. В 1900 году приставом полиции 2-го отделения Новгород-Северского уезда, который проживал в селе Костобобров, был коллежский секретарь Матисик И. Г. Волостным старшиной Костобобровской волости — отставной унтер-офицер Завацкий П. Х., писарем при нём — крестьянин Куциба П. Н. В состав Костобобровского волостного суда входили: запасной унтер-офицер Супроненок С. К. (председатель), судьи — запасной ефрейтор Белаш А. А., крестьяне Асадчий Т. Н. и Андросенок Н. С. В 1901 году начальником почтово-телеграфного отделения в селе Костобобров был коллежский секретарь Пагельс П. И.
В 1924 году секретарём Костобобровского волостного исполнительного комитета работал Василенко К. Ф. В 1926 году волость була ликвидирована и село Костобобров вошло в состав Семёновского района.

## Население
В настоящее время население составляет около 1000 жителей, большинство — украинцы.
 Число прихожан: в 1790 году 615 мужчин и 598 женщин; в 1810 году 643 мужчины и 630 женщин; в 1830 году 667 мужчин и 663 женщины; в 1850 году 721 мужчина и 716 женщин.
| Социальное происхождение | Количество дворов | Мужчин | женщин |
| ------------------------ | ----------------- | ------ | ------ |
| Дворяне                  | 2                 | 10     | 8      |
| Казаки                   | 32                | 112    | 128    |
| Мещане                   | 2                 | 6      | 5      |
| Рядовые военнослужащие   | 102               | 357    | 340    |
| Крестьяне                | 325               | 1105   | 1108   |
| Всего                    | 463               | 1590   | 1588   |

| Количество дворов | Мужчин | женщин |
| ----------------- | ------ | ------ |
| 408               | 1325   | 1434   |

Одна из причин уменьшения численности жителей — выезд 201 семьи в количестве 1312 человек, в период с 1906 по 1912 годы, из Костобобровской волости на Дальний Восток Российской империи.

## Промышленность и сельское хозяйство
В 1861 году в селе был построен сахарный завод, который принадлежал князю Голицину. На заводе работало 200 человек и вырабатывалось около 1 миллиона пудов сахара. В селе также работал кирпичный завод. На территории Костобоброва была размещена центральная усадьба колхоза имени Кирова, за которым было закреплено 5037 гектаров сельскохозяйственных угодий, в том числе 3331 гектар пахотной земли. В хозяйстве было развито мясо-молочное животноводство. Здесь также выращивают зерновые культуры.
За высокие производственные показатели 65 жителей села были награждены орденами и медалями СССР. Ордена Трудового Красного Знамени удостоены механизаторы Н. Е. Ивченко, П. А. Кравченко, А. А. Галутва, доярка Р. И. Бондаренко.

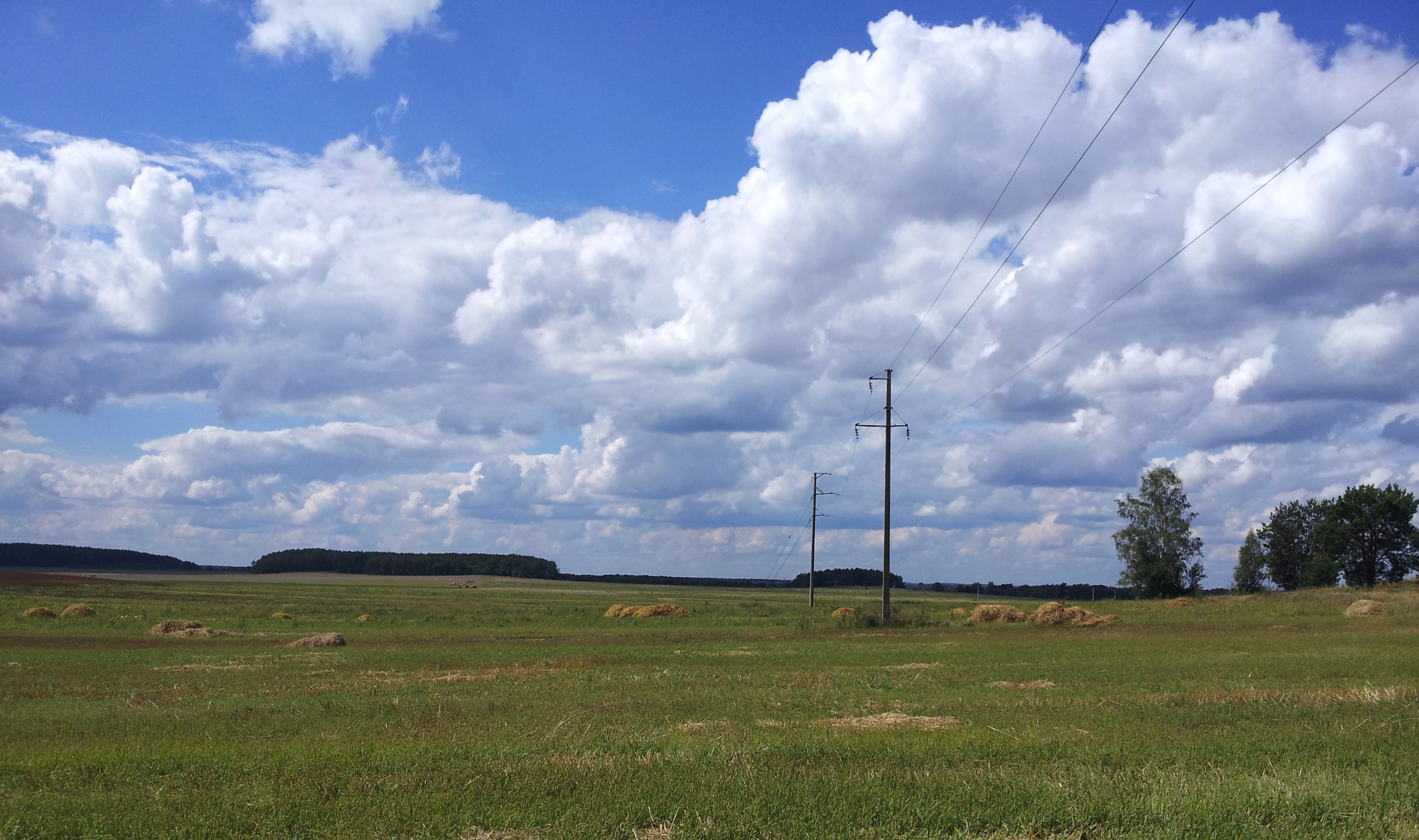
Природа в окрестностях села Костобоброво

В настоящее время в Костобоброве действуют 14 предприятий и организаций.

## Образование, культура и инфраструктура
Первым учебным заведением в селе Костобобров стала церковно-приходская школа, которая была открыта в октябре 1860 года при Покровской церкви. В этой школе работали 2 преподавателя и училось 30 учеников.
В 1874 году в селе было создано начальное земское народное училище, где обучалось 40 учеников. В 1915 году в земской школе уже обучалось 173 ученика, действовала народная библиотека и церковно-приходская школа. В 1919 году школа была переведена на обучение с 1-го по 6-й классы и разместилась в помещении Покровской церкви. В ней обучалось 169 учеников и работало 6 учителей.
В настоящее время в селе есть современная общеобразовательная средняя школа имени Богдана Хмельницкого, построенная при содействии Президента Украины Леонида Кучмы, дом культуры со зрительным залом на 350 мест, библиотека с книжным фондом 11,3 тыс. экземпляров, больница на 25 коек, детские ясли-сад на 25 мест, 3 магазина, комплексный приёмный пункт райбыткомбината, АТС на 50 номеров, отделение связи, сберкасса.

## Храмы Костобоброва
На территории села были построены две церкви — Покровская и Свято-Вознесенская.
 Так как Костобор был в числе имений гетманской булавы: то несомненно, что здесь был храм по крайней мере с 1660 года. В нынешнем Покровском храме есть евангелие Мазепы 1701 года с заметками разных лиц… Сей храм покровский костобоборовский сроен старанием иерея Иоанна костоборовскаго и ктитаря Петра Лицарева. И освящал иерей Иоанн и подписал моею рукою.
Священнослужители Покровской церкви:
- 1747 — священник Петр Агафонович и священник Иван Агафонович.
- 1804 — священник Климент Завацкий.

Во времена Советского Союза деревянная Вознесенская церковь была сожжена, а в другой — Покровской, была размещена Костобобровская средняя школа. 
По информации уроженки села Белодед У. К. в 1979 году, накануне Пасхи, член Коммунистической партии и уроженец села Г. поджёг Свято-Вознесенский храм по приказу черниговского руководства, получив за свои услуги бутылку водки. В это время в селе строился новый дом культуры, а деньги были выделены на реставрацию церкви. Руководство области, которое приехало в село, посчитало, что лучше эти деньги использовать на строительство дома культуры и отдало тайный приказ на уничтожение церкви. 

## Природа
Село расположено в подзоне смешанных лесов Полесья, ранее покрытых густыми дремучими лесами типа боров, которые чередовались с лугово-болотной растительностью. В XVIII—XIX веках, в связи с развитием промышленных ремесел, большие площади лесов были истреблены. Такая тенденция была продолжена и в годы Первой Мировой войны, а особенно во время Великой Отечественной войны. Тем не менее в округе, где расположено село, сохранились леса суборового типа представленные соснами, березняками, осинниками и качестве примесей — елями, дубами и т. д.

## Персоналии
Согласно многим историческим документам, некоторые уроженцы села Костобоброва и их дети сыграли важную историческую роль в истории Российской империи, СССР, России и Украины. Наибольшую международную известность получили представители костобобровской семьи Мазеп. Среди них Исаак Мазепа, премьер-министр УНР и руководитель правительства Украины в изгнании, его дочь Галина Мазепа-Коваль, художник—модернист и иллюстратор. Самой знаменитой представительницей семьи костобобровских Мазеп стала дочь уроженца села, секретаря комиссии ООН по вопросам апартеида и расовой дискриминации Мазепы С. Ф. — Анна Политковская, российская журналистка и правозащитница.
В селе Костобобров родилась Кучма П. Т., мать Президента Украины Леонида Кучмы, здесь же он окончил Костобобровскую среднюю школу.
В Костобобре родился Иван Григорьевич Пунтус (1905-1990) — советский военачальник, военный лётчик, участник Великой Отечественной войны, командир 8-го истребительного авиационного корпуса ПВО и 2-й гвардейской истребительной авиационной дивизии ПВО в Великой Отечественной войне, командующий воздушной армией, Генерал-лейтенант авиации.